# Darkman 3
Série
Darkman 2 : Le retour de Durant
(1995)
Pour plus de détails, voir Fiche technique et Distribution.
Darkman 3 (Darkman III: Die Darkman Die) est un film américain réalisé par Bradford May et sorti directement en vidéo en 1996. Il fait suite à Darkman 2 : Le retour de Durant, du même réalisateur, sorti un an plus tôt.

## Synopsis
Le gangster Peter Rooker veut s'emparer du secret de la force surhumaine de Darkman. Le docteur Peyton Westlake est contacté par la femme qui l'a soigné à l'hôpital en lui déconnectant le système nerveux qui lui propose de l'aider dans ses recherches pour retrouver son visage et ses sensations perdues. Darkman va se retrouver emmêlé dans un complot sinistre et tordu mais il va trouver une occasion de montrer l'étendue de sa bonté.

## Fiche technique
Sauf indication contraire, les informations mentionnées dans cette section peuvent être confirmées par la base de données cinématographiques IMDb,  présente dans la section « Liens externes ».
- Titre français : Darkman 3
- Titre original : Darkman III: Die Darkman Die
- Réalisation : Bradford May
- Scénario : Michael Colleary et Mike Werb
- Musique : Randy Miller
- Photographie : Bradford May
- Montage : Daniel Cahn
- Direction artistique : Ian Brock
- Costumes : Noreen Landry
- Production : David Eick, Sam Raimi, David Roessell et Robert G. Tapert
- Société de production : Renaissance Pictures
- Pays d'origine :  États-Unis
- Langue originale : anglais
- Format : couleurs - 1,77:1 - son stéréo - 35 mm
- Genre : action, fantastique, science-fiction, horreur
- Durée : 87 minutes
- Date de sortie : 
  - États-Unis : 20 août 1996

## Distribution
- Arnold Vosloo (VF : Nicolas Marié) : Darkman / Peyton Westlake
- Jeff Fahey (VF : Bruno Dubernat) : Peter Rooker
- Darlanne Fluegel (VF : Frédérique Tirmont) : Dr Bridget Thorne
- Roxann Dawson (VF : Danièle Douet) : Angela Rooker
- Nigel Bennett (VF : Jean-François Aupied) : Nico
- Alicia Panetta : Jenny Rooker
- Ronn Sarosiak : Mack
- Peter Graham : Joey
- Shawn Doyle : Adam
- Vieslav Krystyan : Ivan
- Chris Adams : Whit
- Rick Parker : E.K.
- Joel Bissonnette (en) : Mayo
- John Novak : Dist. Atty. Ryan Mitchell
- Christopher Bondy : Gibson
- Von Flores : Johnny Lee
- Eric Hollo : Paul Raney
- Bob Windsor : Oncle Owen
- Lorne Cossette : Dr. Leonard

## Production
Le tournage a lieu en Ontario notamment à Toronto.

## Sortie en vidéo
Le film a fait l'objet de plusieurs éditions.
DVD
- Darkman III (DVD-9 Keep Case) sorti le 23 janvier 2001 édité par Universal Pictures France et distribué par Universal Pictures Vidéo. Le ratio écran est en 1.85:1 panoramique 16:9. L'audio est en français, anglais, allemand, italien et espagnol 5.1. Les sous-titres sont en français, allemand, italien, espagnol, suédois, norvégien, néerlandais, danois et anglais pour sourds et malentendants. En suppléments les bandes annonces de Darkman, Darkman 2 et Darkman III. Il s'agit d'une édition Zone 2 + 4 Pal[2].
- Darkman III (DVD-9 Keep Case) sorti le 29 septembre 2010 édité par MEP Vidéo et distribué par MEP Vidéo / Fravidis. Il s'agit des mêmes spécificités techniques que l'édition de 2001. Il s'agit d'une édition Zone 2 + 4 Pal[3].

Blu-ray
- Le film sortira dans le coffret Darkman édition ultime édité par l'Atelier d'images et distribué par Arcadès le 7 novembre 2017 en format haute définition en version française et anglaise avec sous-titres français[4].